# Jaroslav Žák (esperantista)
Jaroslav Žák (8. dubna 1931, Rokytnici nad Rokytnou – 2. srpna 2002) byl český esperantista.

## Dílo
Přeložil do češtiny brožuru Kion donis al mi la ĉeĥa literaturo od Kurisu Kei, její název v češtině byl Co mi dala česká literatura. Působil primárně v Opavě.